# Тихое (Васильковский район)
Ти́хое (укр. Тихе; до 2016 г. — Ки́ровское) — село, Письменский поселковый совет, Васильковский район, Днепропетровская область, Украина.
Код КОАТУУ — 1220755407. Население по переписи 2001 года составляло 9 человек.

## Географическое положение
Село Тихое находится в 2-х км от правого берега реки Соломчина,
в 1,5 км от села Самарское и в 2-х км от Рубановское и Широкое.
По селу протекает пересыхающий ручей с запрудой.